# Jesper Jensen (Handballspieler)
Jesper Jensen (* 30. Oktober 1977 in Aarhus, Dänemark) ist ein dänischer Handballtrainer. Als Handballspieler lief Jensen, der meist auf der Spielposition Rückraum Mitte eingesetzt wurde, auch für die dänische Nationalmannschaft auf.

## Spieler
Jesper Jensen begann mit dem Handballspiel bei HEI Skæring in einem Aarhuser Vorort. Später wechselte er zu Team Esbjerg, wo er auch in der ersten dänischen Liga debütierte. 1999 zog er weiter zum damaligen Meister Skjern Håndbold. Mit den Jütländern gewann er 2001 den dänischen Supercup sowie 2002 und 2003 jeweils den EHF Challenge Cup. Nach der Saison 2012/13 beendete Jensen seine Karriere.
Jesper Jensen gewann im Jahr 1997 mit Dänemark die U-21-Weltmeisterschaft. Er bestritt 120 Länderspiele für Dänemark. Bei der Europameisterschaft 2008 in Norwegen wurde er Europameister; bei der Europameisterschaft 2006 und der der Weltmeisterschaft 2007 gewann er Bronze. Des Weiteren nahm er mit der dänischen Auswahl an den Olympischen Spielen 2008 teil.

## Trainer
Nach seinem Karriereende als Spieler ist Jensen als Handballtrainer tätig. Er trainierte zunächst eine Spielzeit die Damenmannschaft von Vejen EH. Am 1. Juli 2014 übernahm er das Traineramt der ersten Herrenmannschaft von Aalborg Håndbold. Im März 2016 wurde er von seinen Aufgaben in Aalborg entbunden. Zwischen dem Saisonbeginn 2017/18 und dem Saisonende 2023/24 trainierte er die in der ersten dänischen Liga (Damehåndboldligaen) spielenden Frauen von Team Esbjerg. Unter seiner Leitung gewann Esbjerg 2019, 2020, 2023 und 2024 die dänische Meisterschaft sowie 2021 und 2022 den dänischen Pokal. Seit März 2020 trainiert er die dänische Frauennationalmannschaft. Unter seiner Leitung gewann Dänemark bei der Weltmeisterschaft 2021 und bei der Weltmeisterschaft 2023 jeweils die Bronzemedaille, bei der Europameisterschaft 2022 die Silbermedaille, bei den Olympischen Spielen 2024 die Bronzemedaille sowie bei der Europameisterschaft 2024 die Silbermedaille. Jensen wurde zum IHF-Welttrainer des Jahres 2021 gewählt. Mit Esbjerg wurde er 2022 dänischer Vizemeister und erreichte das Halbfinale der EHF Champions League. Jensen wurde 2022 zum vierten Mal nach 2018, 2019 und 2020 zu Dänemarks Frauen-Handballtrainer des Jahres gewählt. Im Sommer 2025 beendete er seine Tätigkeit als dänischer Nationaltrainer und übernahm den ungarischen Erstligisten Ferencváros Budapest.

## Privates
Seine Schwester Trine Nielsen spielte ebenfalls professionell Handball.